# Église Saint-Étienne d'Espelette
L'église Saint-Étienne est l'église du village d'Espelette dans le Pays basque français (Pyrénées-Atlantiques). Dédiée à saint Étienne, elle dépend pour le culte du diocèse de Bayonne. C'est une église typique du Labourd avec son aspect de forteresse et son intérieur richement décoré avec son retable baroque.

## Histoire et description
L'église d'Espelette, qui se trouve sur le chemin de Compostelle, date du XVIIe siècle, remplaçant une église plus ancienne, mais la nef est déjà terminée en 1593. Elle possède un clocher-porche à l'allure de donjon datant de 1667 et un portail Renaissance de 1627. Elle s'appuie sur des contreforts. 

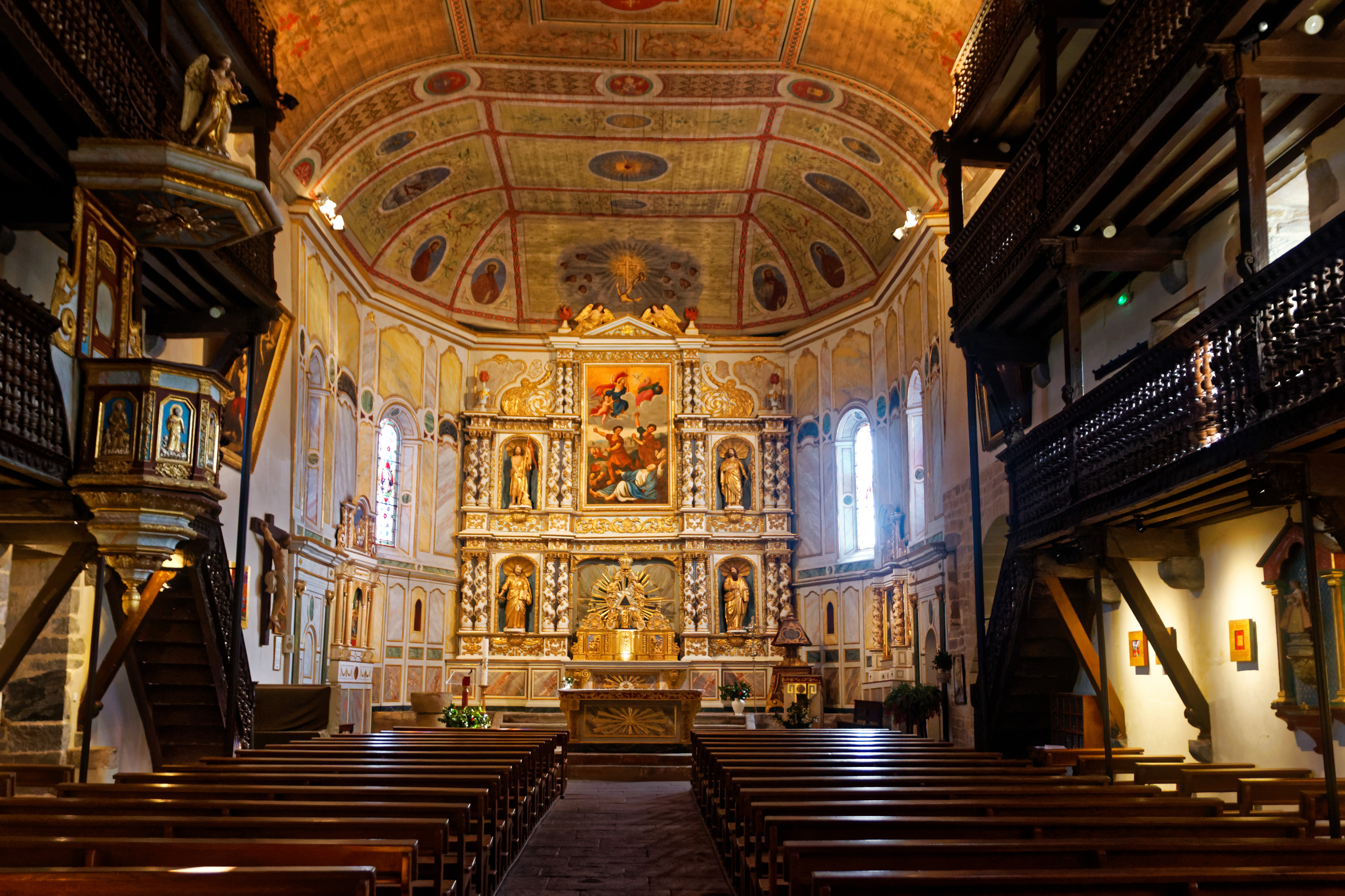
Le retable

L'intérieur est richement décoré avec un retable baroque en bois doré du XVIIIe siècle, à deux registres rythmés de colonnes avec quatre grandes statues (saint Jean-Baptiste, saint Jacques, saint Pierre et saint Paul). Les deux côtés du tabernacle montrent des petits bas-reliefs de bois doré montrant l'arrestation et la lapidation de saint Étienne. Le tableau du retable représente La Lapidation de saint Étienne. Les côtés de l'église et la contrefaçade sont parcourus de trois étages de galeries de bois qui ont été installées lorsque la population a connu une augmentation notable à partir du  XVIe siècle due aux progrès de l'hygiène et de l'alimentation,. Jusqu'au début des années 1970, elles étaient réservées aux hommes, les femmes et les enfants priant dans la nef. Le tableau intitulé Saint Jérôme entend sonner les trompettes du Jugement dernier, offert par le baron d'Ezpelata en 1884, est attribué à Ribera. Il a été classé en 1991. C'est dans cette église que fut baptisé le fameux Père David, botaniste et zoologiste, missionnaire en Chine, ainsi que le futur cardinal Etchegaray, qui y fut aussi ordonné prêtre ; il a offert à l'église L'Adoration des bergers du retable de l'autel latéral de droite.
L'église a été inscrite aux monuments historiques le 19 mai 1925, et en totalité en 2014.

## Image

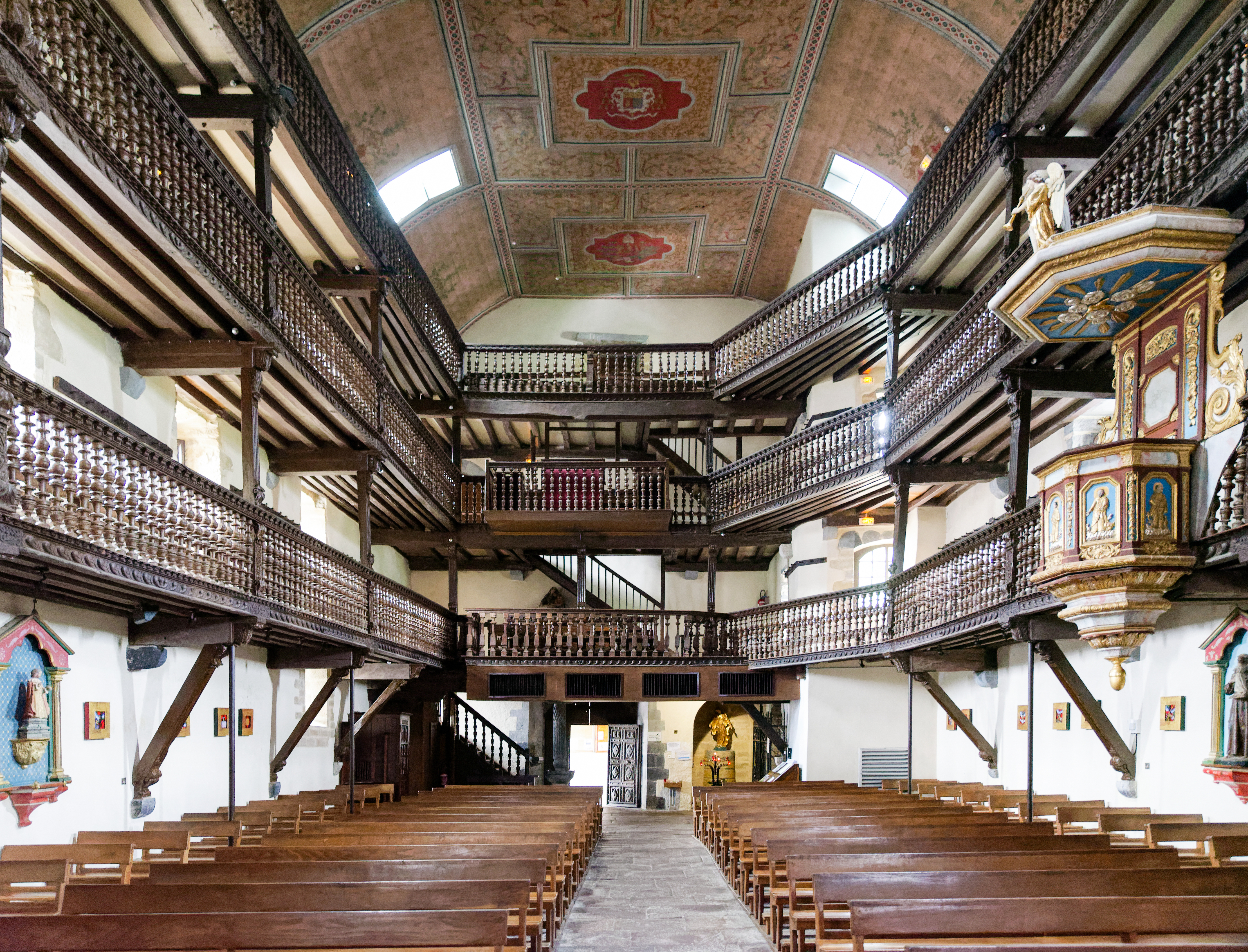
Galeries de l'église
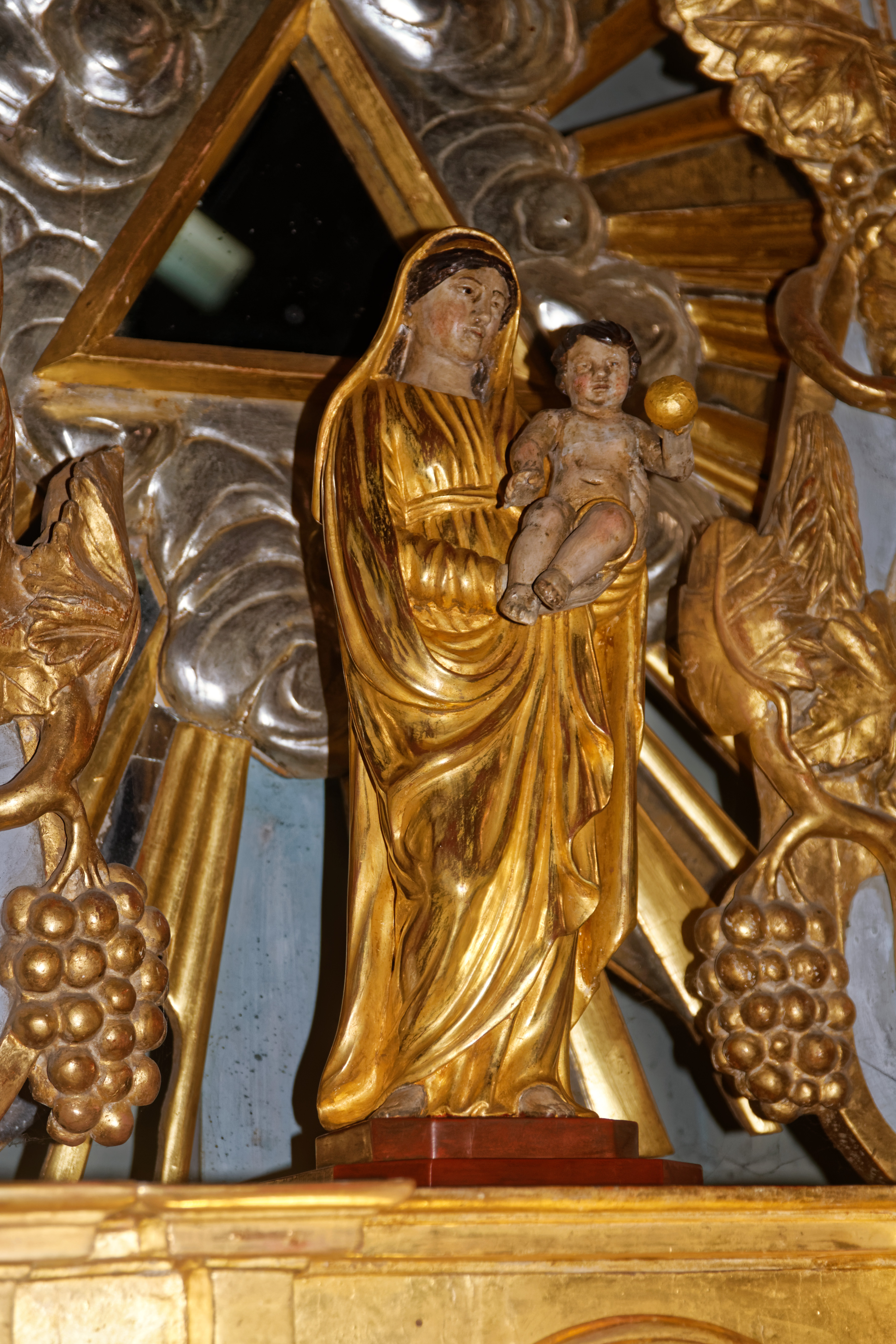
Vierge à l'Enfant du retable
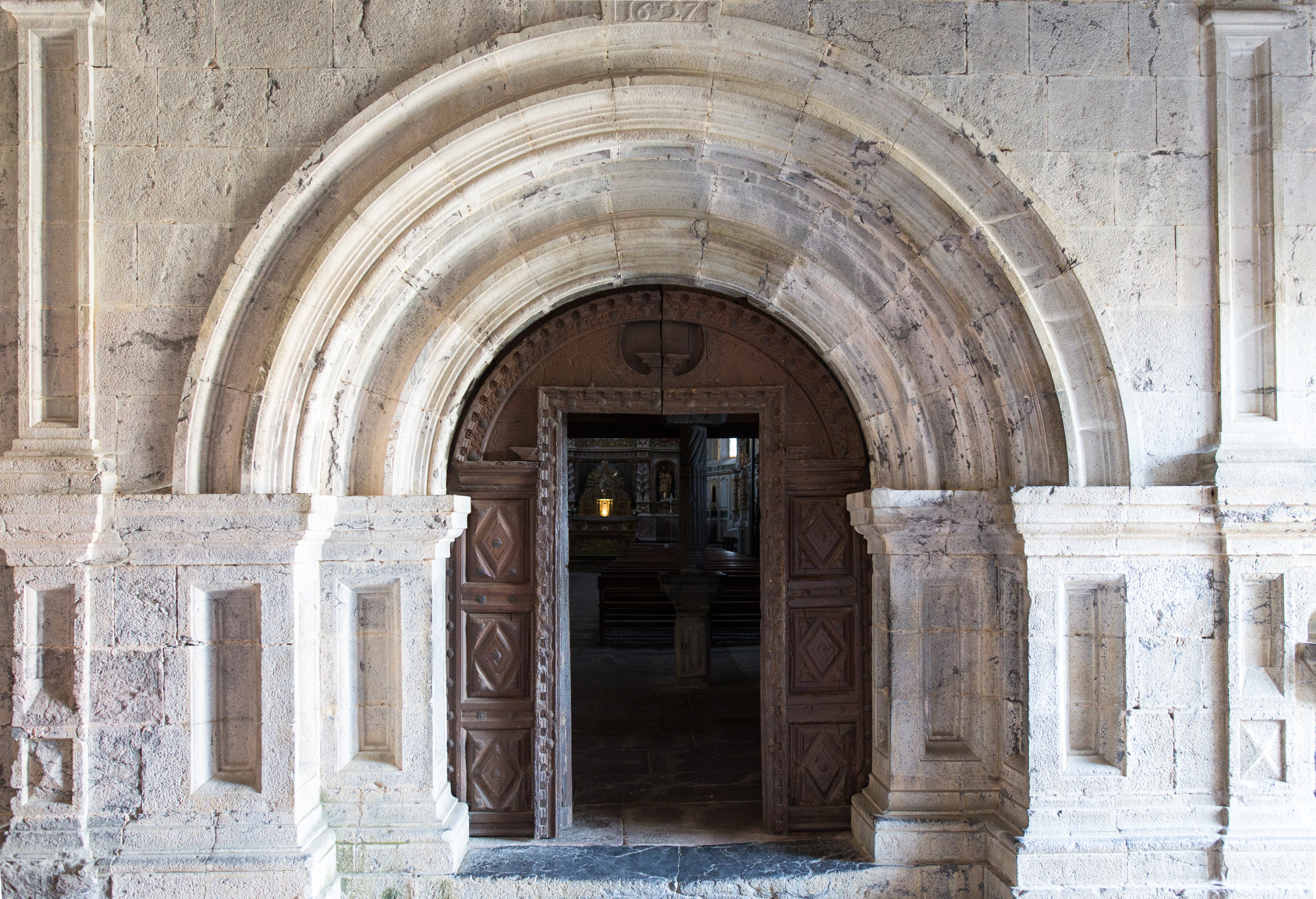
Portail de l'église
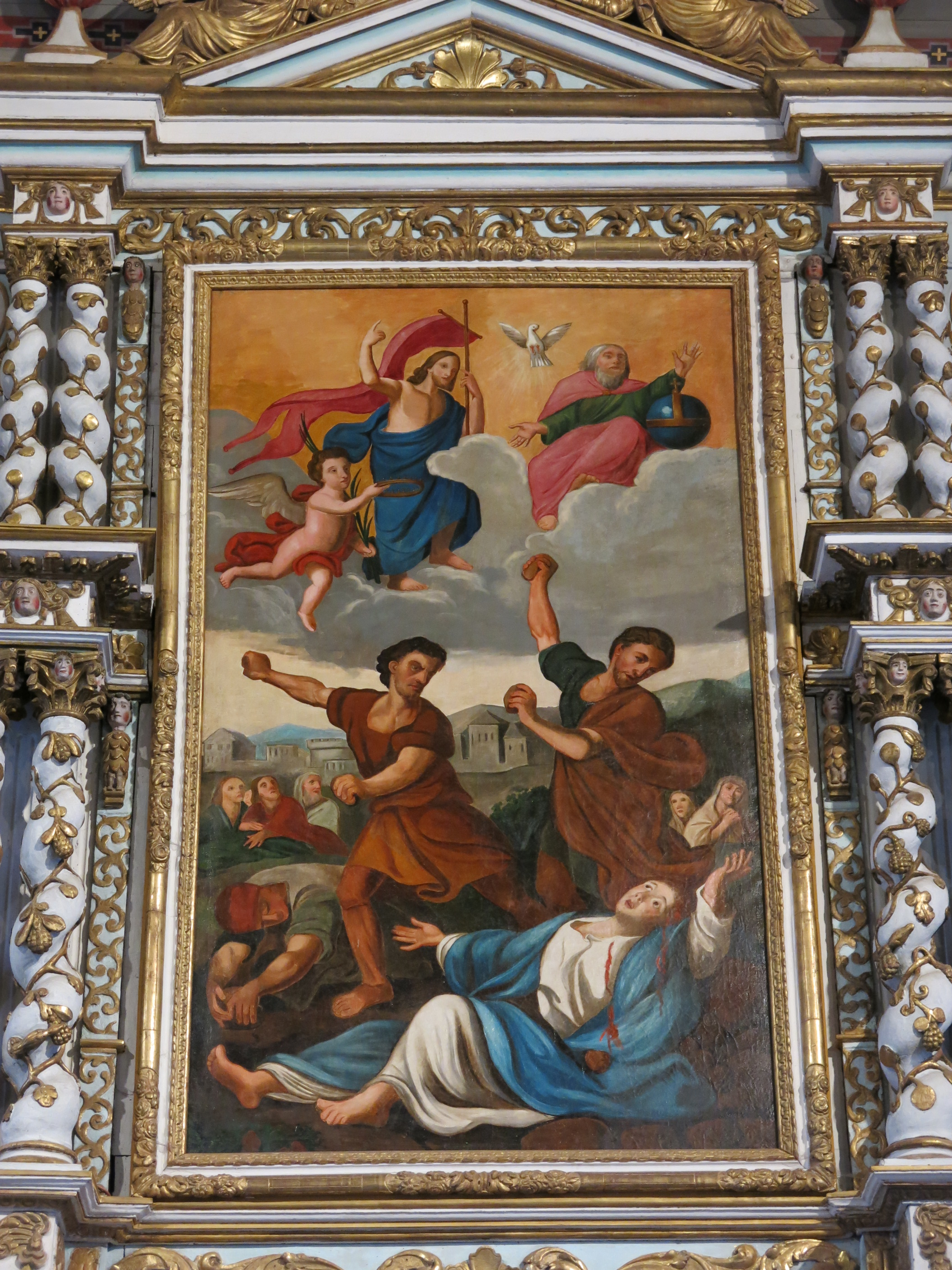
La Lapidation de saint Étienne
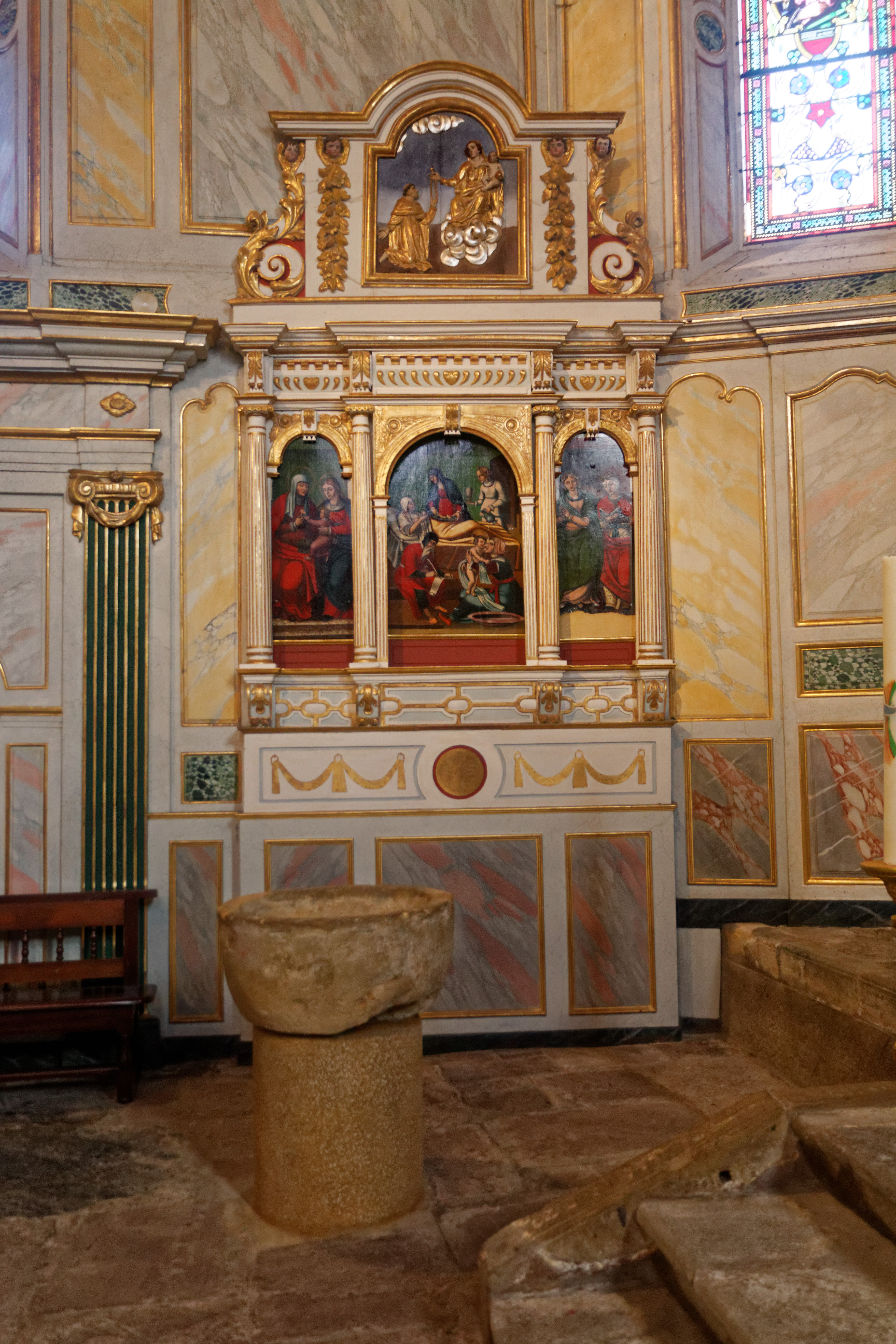
Autel latéral côté Évangile
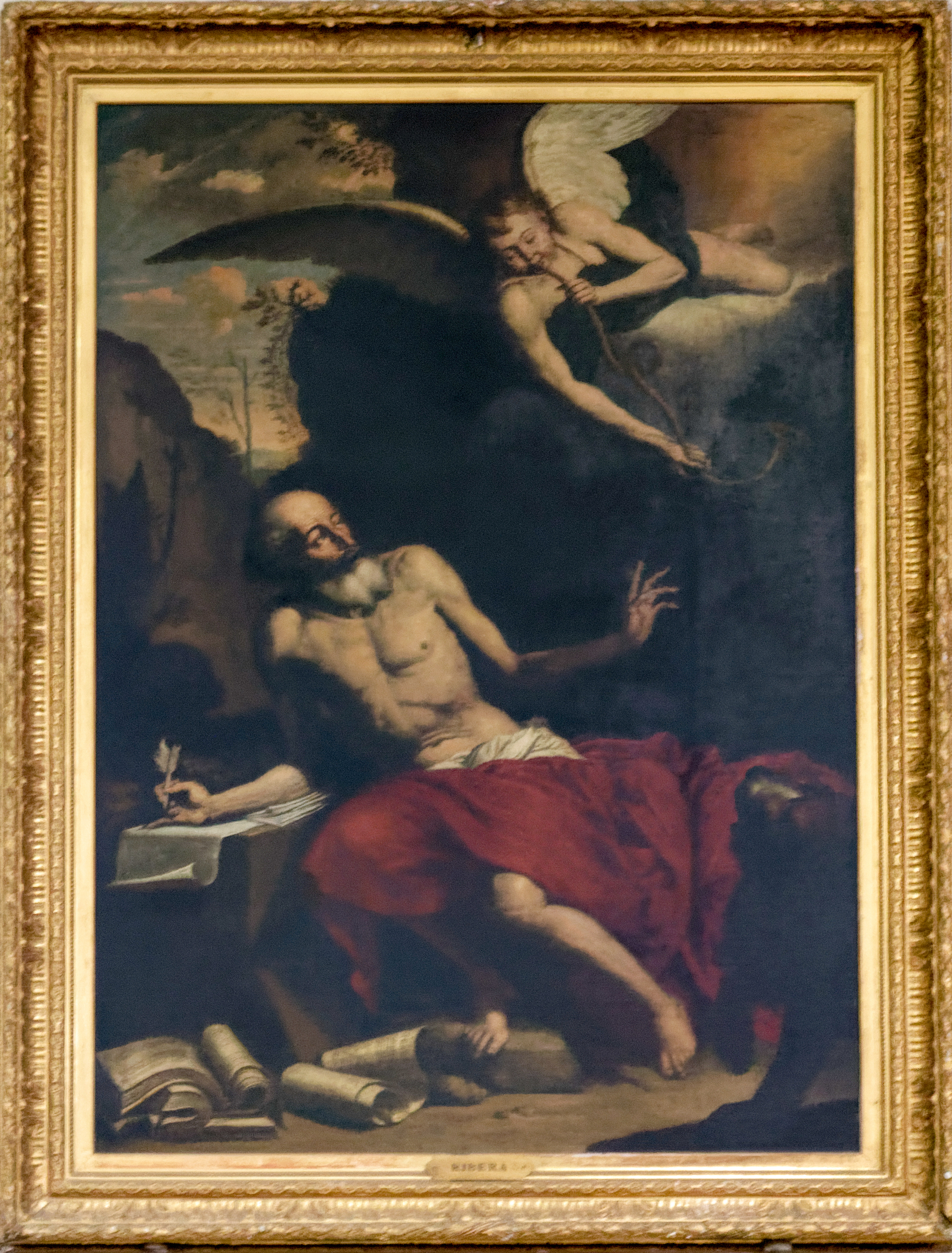
Saint Jérôme entend les trompettes du Jugement dernier de Ribera